# Borysthenes nicanor
Borysthenes nicanor är en insektsart som beskrevs av Ronald Gordon Fennah 1978. Borysthenes nicanor ingår i släktet Borysthenes och familjen kilstritar. Inga underarter finns listade i Catalogue of Life.